# دانيلي كابيلي
دانيلي كابيلي (بالإيطالية: Daniele Capelli)‏ (20 يونيو 1986 في إيطاليا - ) هو لاعب كرة قدم إيطالي في مركز الدفاع. شارك مع منتخب إيطاليا تحت 20 سنة لكرة القدم. أما مع النوادي، فقد لعب مع أتالانتا ونادي تشيزينا ونادي ريجينا ونادي أريتسو.

## وصلات خارجية
- دانيلي كابيلي على موقع الاتحاد الأوربي (الإنجليزية)
- دانيلي كابيلي على موقع قاعدة بيانات كرة القدم.إي يو (الإنجليزية)
- دانيلي كابيلي على موقع Soccerway.com (الإنجليزية)
- دانيلي كابيلي على موقع عالم كرة القدم.نت (الإنجليزية)
- دانيلي كابيلي على موقع AS.com (الإسبانية)